# الخاندرو گارسیا (بازیکن فوتبال زاده ۱۹۸۴)
الخاندرو گارسیا (انگلیسی: Alejandro García؛ زادهٔ ۱۳ ژانویهٔ ۱۹۸۴) بازیکن فوتبال اهل اسپانیا است.
از باشگاه‌هایی که در آن بازی کرده‌است می‌توان به باشگاه فوتبال راسینگ سانتاندر، باشگاه فوتبال رکریتیوو اوئلوا، باشگاه فوتبال اسپورتینگ خیخون، باشگاه فوتبال پومفرادینا، و باشگاه فوتبال کادیس اشاره کرد.